# جاده ۴۷ (ایران)
جاده ۴۷ جاده‌ای در ایران است که ازجاده۳۲ در سلطانیه در استان زنجان شروع می شود و با عبور از شهر های قیدار، کبودر آهنگ،همدان،اراک و خمین، در نزدیکی شاهین شهر در استان اصفهان، به جاده۶۵ متصل می شود.
1. ↑  «47 به جاده اصفهان-دهق». 47 به جاده اصفهان-دهق. دریافت‌شده در ۲۰۲۳-۰۷-۲۶.